# 葛氏擬麗魚
葛氏擬麗魚，為輻鰭魚綱鱸形目隆頭魚亞目慈鯛科的其中一種，分布於非洲馬拉威湖Cobwé流域，棲息深度4-50公尺，體長可達6.9公分，棲息在底層水域，生活習性不明。

## 擴展閱讀
維基物種上的相關：葛氏擬麗魚